# Joseph Klein
Joseph Klein (uneori menționat ca Josef Klein, n. 3 ianuarie 1862, Brünn - d. 24 septembrie 1927, Berlin) a fost un actor de cinematograf german, din perioada filmului mut.